# 彼得瓦沙劳区
彼得瓦沙劳区（匈牙利語：Pétervásárai járás），是匈牙利赫维什州的一个区，总面积475.07平方公里，总人口22398人（2007年1月1日），人口密度47.1人/平方公里。中心城市位于彼得瓦沙勞。

## 辖区
彼得瓦沙劳区包含20个市镇。